# Adam Rosales
Adam Marcos Rosales (né le 20 mai 1983 à Chicago, Illinois, États-Unis) est un joueur de champ intérieur ayant évolué dans la Ligue majeure de baseball de 2008 à 2018. 

## Carrière

### Reds de Cincinnati
Adam Rosales est repêché en 12e ronde en 2005 par les Reds de Cincinnati. Il fait ses débuts dans les majeures pour les Reds le 9 août 2008. Utilisé comme frappeur suppléant par Cincinnati dans un match contre les Pirates le 12 août, Rosales frappe son premier coup sûr dans les grandes ligues. Il le réussit contre le lanceur Sean Burnett.
Le 10 mai 2009, Rosales frappe son premier coup de circuit dans les majeures, contre Adam Wainwright des Cards de Saint-Louis. Il dispute 87 parties avec Cincinnati durant la saison, mais sa moyenne au bâton ne s'élève qu'à ,213. Il frappe quatre circuit et totalise 19 points produits. En défensive, il est surtout utilisé comme joueur de troisième but.

### Athletics d'Oakland
Le 1er février 2010, les Reds échangent Rosales et le voltigeur Willy Taveras aux Athletics d'Oakland en retour du joueur de deuxième but Aaron Miles. En défensive, les Athletics emploient surtout Rosales au deuxième but, mais aussi parfois à l'arrêt-court. Leur nouvelle acquisition améliore grandement ses performances en offensive : en 80 parties pour Oakland durant la saison 2010, il augmente sa moyenne au bâton à ,271. Il frappe sept coups de circuit et produit 31 points, en plus de réussir un nouveau sommet personnel de 69 coups sûrs durant la campagne. Rosales ne réussit que 6 coups sûrs en 24 parties jouées pour Oakland en 2011. En 2012, il apparaît dans 42 matchs des A's et frappe pour ,222 de moyenne au bâton. 
Il dispute 51 matchs pour Oakland en 2013 mais sa moyenne ne s'élève qu'à ,198. Il quitte Oakland après trois années surtout passées en ligues mineures avec le club-école de Sacramento.

### Rangers du Texas
Le 2 août 2013, Rosales est réclamé au ballottage par les Rangers du Texas. Le 8 août, Oakland le récupère des Rangers via le ballottage, mais le 10 août, il est de nouveau cédé au ballottage et réclamé par les Rangers. Après avoir disputé 17 matchs pour Texas en 2013, il apparaît dans 56 parties des Rangers en 2014 et maintient une moyenne au bâton de ,262 avec 4 circuits et 19 points produits.
De 2013 à 2015, Rosales frappe 8 circuits et maintient une moyenne au bâton de ,246 en 128 matchs des Rangers. Il est libéré par le club le 23 août 2015.

### Padres de San Diego
Le 1er janvier 2016, Rosales signe un contrat des ligues mineures avec les Padres de San Diego.

### Retour à Oakland
Rosales revient chez les Athletics d'Oakland en 2017, où il frappe pour ,234 avec 4 circuits en 71 matchs.

### Diamondbacks de l'Arizona
Le 31 juillet 2017, Oakland échange Rosales aux Diamondbacks de l'Arizona contre le lanceur droitier des ligues mineures Jeferson Mejia.

## Statistiques
| Saison | Équipe     | G   | AB  | R  | H   | 2B | 3B | HR | RBI | SB | BA    |
| ------ | ---------- | --- | --- | -- | --- | -- | -- | -- | --- | -- | ----- |
| 2008   | Cincinnati | 18  | 29  | 0  | 6   | 1  | 0  | 0  | 2   | 1  | 0,207 |
| 2009   | Cincinnati | 87  | 230 | 23 | 49  | 10 | 1  | 4  | 19  | 1  | 0,213 |
| 2010   | Oakland    | 80  | 255 | 31 | 69  | 8  | 2  | 7  | 31  | 2  | 0,271 |
| Totaux | Totaux     | 185 | 514 | 54 | 124 | 19 | 3  | 11 | 52  | 4  | 0,241 |

Note : G = Matches joués ; AB = Passages au bâton; R = Points ; H = Coups sûrs ; 2B = Doubles ; 3B = Triples ; 
HR = Coup de circuit ; RBI = Points produits ; SB = Buts volés ; BA = Moyenne au bâton.